# Królobójcy
Królobójcy – polski esej historyczny autorstwa Wacława Gąsiorowskiego. Utwór ten opublikowano po raz pierwszy w 1905 roku. W wydaniu z 1932 roku, książka została poszerzona przez autora o opis definitywnego upadku dynastii Romanowów i śmierć ostatniego cara z ręki bolszewików. 

## Tematyka
Tematem książki jest historia życia i śmierci carów, którzy rządzili Rosją od XVI do XX wieku. Władcy ci nie cofali się przed żadną zbrodnią, by zdobyć i utrzymać władzę. Jednocześnie sami często padali ofiarą zabójstw. Gąsiorowski rozróżnia wyraźnie zabójstwa dokonywane przez rywali do tronu, celem przejęcia władzy od zabójstw, które dokonywali XIX wieczni idealiści - celem zmuszenia carat do ustępstw i nadania konstytucji.